# Thora Myrsmeden
Thora Myrsmeden, född Anna Viktoria Nystedt  6 februari 1892 i Lycksele, Lappland, död 31 december 1970 i Enskede, var en svensk möbelsnickare. Hon var från 1921 gift med Ragnar Myrsmeden och mor till Åke Myrsmeden.
Myrsmeden studerade först vid en lanthushållsskola och arbetade sedan som jungfru för att tjäna in pengar till en snickarutbildning. 1916 började hon som snickarlärling hos bröderna Eriksson i Taserud, vid sidan av arbetet på snickeriet deltog hon också i kvällskurser i modellering hos Hilma Persson-Hjelm samt yrkesritning på tekniska yrkesskolan i Arvika.
Hon var den första som började tillverka Taserudsstakar efter modellen som Elis Eriksson tagit med sig hem från Dalsland. Inkomsten från stakarna fick hon behålla för att dryga ut lärlingslönen och bröderna Eriksson skänkte henne råmaterialet.
Hon anställdes 1919 vid Nordiska Kompaniets modellverkstad. Efter att hon genomförde en stipendieresa till Tyskland, Österrike och Italien öppnade hon en egen verkstad 1921. Hon försörjde sig på nytillverkning och renovering av möbler ända fram till pensioneringen.